# Oltcit
La firma Oltcit S.A. (IPA: /olt.'sit/) fue un productor de automóviles rumano/francés, establecido mediante un joint venture con su paquete accionario dividido entre el gobierno de Rumania (64%) y la sociedad francesa Citroën (36%) inicialmente. Su principal producto fue el hatchback Oltcit Club/Citroën Axel, ensamblado en las instalaciones de la planta de Craiova, en Rumania.

## Historia
En 1991, como resultado del aval dado por el gobierno socialista de Rumania para que la fabricante francesa de coches de pasajeros Citroën tuviera presencia en el mercado local mediante una sociedad del tipo joint venture, el nombre de la compañía, que anteriormente se denominaba como Automobile Craiova, pasaría al de Oltena, continuando su producción bajo dicha marca.
En 1994, el gobierno rumano decide vender su participación en dicha compañía, y luego de venderse su participación y cambiar su composición accionaria (49%-51%), se asocia con el fabricante surcoreano Daewoo Heavy Industries y la firma Rodae Automobile sería luego establecida como co-participante, dando posteriormente origen a la firma Daewoo Automobile Romania.

## Nombre
El nombre "Oltcit" proviene de la región de Oltenia en Rumania, siendo la sílaba "cit" una abreviación incluida dentro de la razón social para indicar su vinculación con el fabricante francés Citroën. También el logotipo de la Oltcit es bastante similar al de la firma Citroën, pero en vez de los dos chevrones sólo aparece uno, sobre la letra "O".

## Modelos producidos
- Oltcit Special (1981–1990)
- Oltcit Club (1981–1995)
- Citroën Axel (1984–1990)
- Oltcit Club 12 CS (Versión camioneta: 1993–1995)